# فتیش گردن

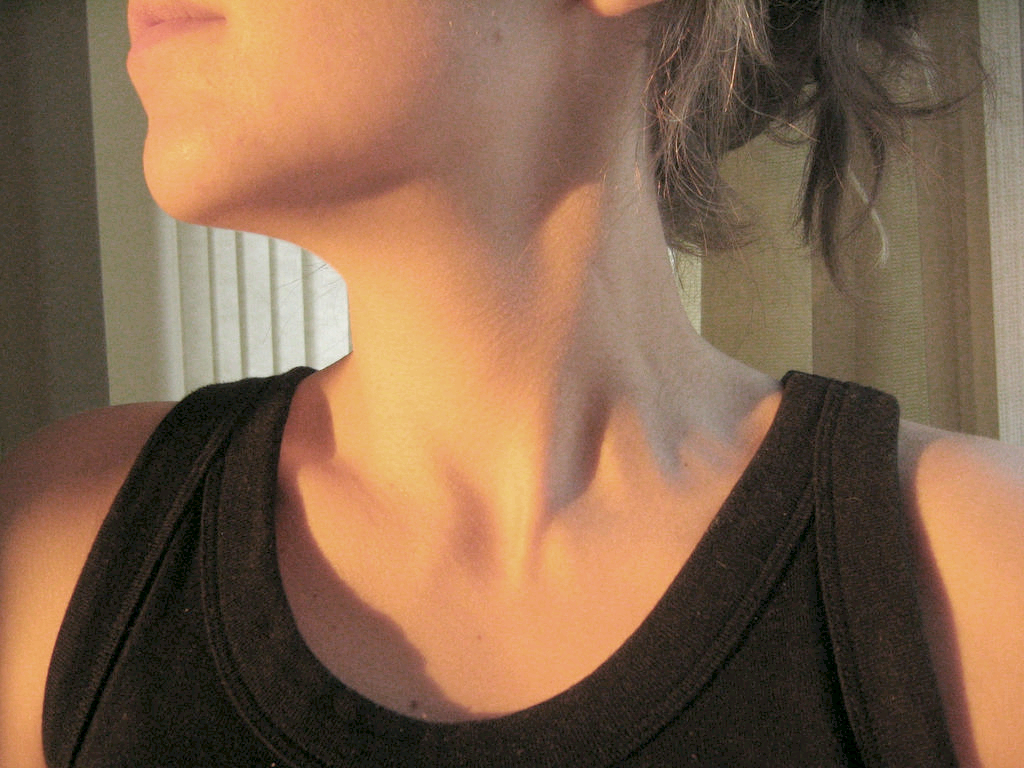
نمای نزدیک از گردن یک زن

فتیش گردن (به انگلیسی: Neck Fetish) نوعی فتیش است که در آن فرد به طور خاص به گردن یا گلوی دیگران علاقه‌مند می‌شود. این علاقه می‌تواند شامل دیدن، لمس کردن، ماساژ دادن یا فشردن گلوی فردی دیگر (معمولا زن) باشد. فتیش گردن ممکن است به دلایل مختلفی از جمله زیبایی‌شناسی، حس لامسه، یا حتی ارتباطات روانی عمیق‌تر ایجاد شود که بعضا ریشه در کودکی فرد دارد.
گردن به عنوان بخشی از بدن که ارتباط بین سر و تنه را برقرار می‌کند و محل عبور شریان های اصلی و حیاتی بدن است، اغلب به عنوان نمادی از ظرافت و حساسیت در نظر گرفته می‌شود. برخی افراد ممکن است به دلیل شکل، بافت، یا حتی حرکات گردن جذب آن شوند. این فتیش می‌تواند در قالب‌های مختلفی مانند عکاسی، هنر، یا حتی در روابط شخصی ظاهر شود.
در برخی فرهنگ‌ها، گردن به عنوان نمادی از زیبایی و جذابیت شناخته می‌شود و ممکن است در ادبیات، هنر و مد مورد توجه قرار گیرد. فتیش گردن نیز مانند دیگر فتیش‌ها، بخشی از طیف گسترده‌ای از ترجیحات جنسی و زیبایی‌شناختی است که در افراد مختلف متفاوت است.
یک فتیش به عنوان یک اختلال طبقه بندی نمی شود و می تواند به سادگی راهی کاملاً تحریک کننده برای نزدیک شدن به خود و شریک زندگی خود باشد. با این حال، اگر یک فتیش باعث ناراحتی شدید و ماندگار شود، می تواند یک اختلال در نظر گرفته شود.